# Apostasia (orquídea)
Apostasia es un género de orquídeas (familia Orchidaceae) primitivas, comprende 7 especies de hábitos terrestres. Se distribuye por las regiones húmedas del Himalaya, India, Sri Lanka, Nueva Guinea, y norte de  Australia. 

## Descripción
Las especies de Apostasia producen una inflorescencia erecta con seis ramas laterales, elevándose de una gran raíz. Estas lleva unas 30 flores blancas o amarillas. 
Comprende 19 especies descritas y de estas, solo 7 aceptadas.

## Taxonomía
El género fue descrito por Carl Ludwig von Blume y publicado en Bijdragen tot de flora van Nederlandsch Indië 8: 423. 1825.
Etimología
Apostasia: nombre genérico que deriva del griego y significa "separación o divorcio", en referencia a la gran diferencia que separa la estructura floral de esta especie de todas las otras orquídeas.

## Especies
- Apostasia elliptica J.J.Sm., 1920.
- Apostasia latifolia Rolfe, 1889.
- Apostasia nuda R.Br. in N.Wallich, 1830.
- Apostasia odorata Blume, 1825.
- Apostasia parvula Schltr., 1906.
- Apostasia ramifera S.C.Chen & K.Y.Lang, 1986.
- Apostasia wallichii R.Br. in N.Wallich, 1830.